# Премия имени Н. К. Крупской
Премия имени Н. К. Крупской (за особые заслуги в области распространения грамотности) учреждена ЮНЕСКО в честь советского государственного, партийного, общественного и культурного деятеля Надежды Константиновны Крупской. Спонсором премии выступало правительство СССР в 1970—1992 годах.

## Список лауреатов и почётных грамот
| Год  | Лауреат | Почетная грамота | Ссылка      |
| ---- | --- | --- | ----------- |
| 1970 | Институт языка и литературы Монгольской академии наук, Монгольская Народная Республика                                              | - Передвижные сельские школы, Мексика - Амир Бирдьянди, Иран - Анна Лоренцетто, Президент Национального союза борьбы с неграмотностью, Италия - Национальная служба грамотности и образования, Народная Республика Конго - Союз суданских женщин, Судан                                                                 | [ 1 ]       |
| 1971 | Программа взрослой грамотности Замбии, Замбия                                                                                       | - Ангольская организация женщин, Ангола - Министерство образования и изящных искусств, Доминиканская Республика - Секция грамотности Государства Кувейт | [ 1 ]       |
| 1972 | Корпус образования, Иран | - Коллектив технических работников, Департамент образования взрослых. Республика Куба - Кибару (новостное издание), Мали - Национальный совет по начальному образованию и подготовке учителей, Уругвай - Г-н Алфа Соу, Общество африканской культуры                                                                    | [ 1 ]       |
| 1973 | Литературный проект, регион Западного озера, Танзания                                                                               | - Подразделение образования взрослых и общин, Филиппины - Радиопрограмма против неграмотности (Anti-illiteracy Programme by Radio), Египет - Ассоциация молодежи Йе Котебе Берхане Амин, Эфиопия - Национальная федерация индийских женщин, Индия                                                                       | [ 1 ]       |
| 1974 | Общественный центр развития в Шьоронги, Руанда                                                                                      | - Национальная дирекция взрослого образования, Аргентина - Г-н Дж. П. Гроссенбахер (эксперт из Швейцарской программы технической кооперации, номинирован Дагомеей) - Бенгальская лига социальных служб, Индия - Г-н Мохаммад Бахман Бейхи, Иран                                                                         | [ 1 ] [ 2 ] |
| 1975 | Абдиразак Мохамуд Абукар, Демократическая Республика Сомали                                                                         | - Дирекция грамотности и непрерывного образования, Народная Республика Конго - Керала Грантхасала Сангхам (Ассоциация библиотек штата Керала), Индия - Институт образования рабочих, Ирак - Национальная служба по грамотности, Того                                                                                    | [ 1 ] [ 3 ] |
| 1976 | Департамент грамотности Министерства образования и культуры, Сирийская Арабская Республика                                          | - Дирекция неформального образования (для взрослых), Индия - Ямайское движение развития грамотности (JAMAL) - Организация женщин Сомали, номинированная Международной демократической федерацией женщин - Организация клубов грамотности Замбии                                                                         | [ 1 ] [ 4 ] |
| 1977 | премия отложена, вручена позднее в 1979                                                                                             | - Г-н Бернард Серо Гаутхир, Бенин - Региональный центр в Телимеле по улучшению статуса женщин, Гвинея - Сева Мандир (за развитие взрослого образования), Удайпур, Индия - Общий союз женщин Йемена, Народная Демократическая Республика Йемен, номинированный Международным демократическим женским фондом              | [ 5 ] [ 6 ] |
| 1978 | Община Камбинх, пилотное подразделение грамотности и дополнительного образования, предложенная Социалистической Республикой Вьетнам | - Центр взаимной помощи и развития, Бурунди - Андхра Махила Сабха, Хайдарабад, Индия - Сирийская федерация женщин | [ 7 ]       |
| 1979 | - Верховный совет национальной кампании обязательной грамотности в Ираке, Ирак - Массовый союз женщин Перу, Перу                    | - Дирекция грамотности и сельской прессы, Бенин - Функциональная программа грамотности, Подразделение взрослого образования, Департамент неформального образования в Таиланде, Таиланд - Коммуна Кат Ханх, Социалистическая Республика Вьетнам                                                                          | [ 6 ]       |
| 1980 | Никарагуанская кампания грамотности, Никарагуа                                                                                      | Национальный центр грамотности Анголы, Ангола | [ 9 ]       |
| 1981 | Федерация кубинских женщин, Куба | - Исследовательский центр взрослого образования Народной Республики Конго, Народная Республика Конго - Г-н Наил Махмуд аль-Саиди, Ирак | [ 10 ]      |
| 1982 | Дирекция неформального и взрослого образования штата Тамилнад, Индия                                                                | - Всеэфиопская крестьянская ассоциация, Эфиопия - Дирекция взрослого образования, Танзания | [ 11 ]      |
| 1984 | Кубинская национальная ассоциация слепых, Куба                                                                                      | - Дирекция взрослого образования штата Уттар-Прадеш, Индия - Дирекция массового образования и грамотности, Мадагаскар | [ 12 ]      |
| 1985 | Округ Сьенгкхор, Лаос | - Брат Жан-Бартист Бунгунгу, Буркина-Фасо - Программа грамотности для взрослых, штат Махараштра, Индия | [ 13 ]      |
| 1986 | Округ Ву Лиен, провинция Шаньдун, Китай                                                                                             | - Демократическая женская организация Афганистана, Афганистан - Рабочая группа Карлоса Фонсека, Никарагуа - Г-жа Гхада Рагхиб аль-Джаби, Сирия | [ 14 ]      |
| 1988 | Национальный центр грамотности, Ангола                                                                                              | - Проект начального образования «Фонд Эдукар», Байшад Флуминенсе, Бразилия - Профессор Рамлал Парикх, Индия (номинирован Ассоциацией всемирного образования) - Исполнительный комитет по дополнительному образованию и ликвидации неграмотности, округ Биньминь, провинция Сю Лонг, Социалистическая Республика Вьетнам | [ 15 ]      |